# 经济牧场
经济牧场，是中华人民共和国新疆维吾尔自治区巴音郭楞蒙古自治州库尔勒市下辖的一个类似乡级单位。

## 行政区划
经济牧场下辖以下地区：
牧场虚拟村。